# アンジェロ・ブルーノ
アンジェロ・"ザ・ジェントル・ドン"・ブルーノ（Angelo "The Gentle Don" Bruno 、1910年5月21日－1980年3月21日）は、フィラデルフィアを支配したマフィア組織フィラデルフィア・ファミリー（Philadelphia crime family）のボス。暴力よりも話し合いによる問題の解決を好んだ為、「穏やかなるドン」との評判を得ていた。
彼はニューヨーク・マフィアのボスであるカルロ・ガンビーノとは親しい間柄であった。

## 生涯

### 初期の人生
アンジェロ・ブルーノは1910年5月11日、イタリアのシチリア島のヴィッラルバでアンジェロ・アンナローロ（Angelo Annaloro）として生まれた。そして10代の頃、アメリカに移住して"ブルーノ"と名乗り、ペンシルベニア州フィラデルフィアに住み着いた。
1958年に当時のボスだったジョー・アイダが逮捕を逃れるためイタリアへ逃亡し、アントニオ・ポリナがボス代行を務めた。ポリナはその後ファミリー内のライバルだったブルーノの暗殺を考えるが、殺し屋はブルーノに密告した。そのためブルーノはコミッションに報告した。するとコミッションはポリナを解任してブルーノをフィラデルフィア・ファミリーの新たなボスに決めた。
彼は、ニューヨーク・マフィアで占められているコミッションの中では唯一のニューヨーク以外のコミッションメンバーとなった。
ケネディ兄弟が組織犯罪をつぶそうとした時、幹部のウィリー・ワイズバークとケネディを暗殺すべきだと話していたことがＦＢＩの盗聴で明らかになった。

### ファミリーのボス
ブルーノが率いるフィラデルフィア・ファミリーは他と違い、犯罪組織としては成功している部類に入っていると考えられていた。彼はマスメディアや司法当局からの追及、そして他のファミリーが抱えている抗争等を避ける術を心得ていた。いくつかの逮捕にもかかわらず、彼は長期の懲役を受けることもなかった。彼が受けた最も長い懲役は、裁判において証言を拒否したことに対して2年の懲役を科せられたことのみであった。さらにブルーノは自分のファミリーの構成員らが麻薬に手を出すことを許さなかった。そして、スポーツ賭博や高利貸し等の伝統的な犯罪稼業を好んでいた。彼は麻薬取引や売春業より合法的な仕事を好むビジネスマンタイプのボスだった。
大きな権益をもっていたアトランティックシティのギャンブルを支配していたが、表では何も持っていたいと言っていた。されに部下を使い労働組合を支配させ建設業界からも大きな利益を吸い上げようとしていた。
だが、CBS製作のドキュメンタリー"THE TARGET MAFIA"(1993年、1997年…日本では『マフィア全史』の名で1997年にNHK衛星放送で放映された)の第8回「ゴッドファーザーの終焉」によれば、ブルーノ自身は麻薬取引を行って多額の利益を得ていたという。そのことで部下からは不満の声が上がっていた。

### 反乱による死
しかしまもなく、ファミリー内で彼に反感を持つグループが現れるようになった。麻薬によって得られる利益が手に入れられない事に業を煮やした彼らは他のメンバーを自分らのグループに囲い込み、年老いたボスへの裏切りを画策した。
そして、1980年3月21日、69歳のアンジェロ・ブルーノは、レストランから部下のジョン・スタンファ（John Stanfa）に自宅へ送ってもらった。スタンファが助手席の窓を開けると同時に暗殺者が飛び出し、ブルーノはショットガンで後頭部を撃ち抜かれ殺害された。殺害を命じたのはファミリーの相談役アントニオ・"トニー・バナナズ"・カポニグロ（Antonio "Tony Bananas" Caponigro）と考えられていた。
遺体は警察による実況見分中にもシートに倒れ掛かったままにされたため、現場付近は野次馬でごった返した。娘のジーン・ブルーノは父親が殺害されたとき、自分の父が組織犯罪のボスだったとは思わなかったという。

### 死後の余波
ブルーノ殺害から3週間後、ニューヨークで、車のトランクに詰め込まれていた遺体袋からカポニグロが義理の兄弟と共に発見された。彼らは拷問の末に刃物で刺された上に射殺されており、口と肛門には約300ドルの紙幣が押し込まれていた。彼が殺害されたのは、彼がコミッションから殺人許可を得ずにブルーノを殺害した事が原因であり、その罰として、コミッションが彼の殺害を命じたのだとされている。一部の情報によれば、カポニグロらはジェノヴェーゼ一家のボスフランク・ティエリの教唆によりブルーノ暗殺を実行したが、ティエリに見捨てられて抹殺されたのだという。
その後、ファミリーはフィリップ・"チキンマン"・テスタ（Philip Testa）が率いる事になったが、一年後の1981年3月15日に副ボスのピーター・カセッラ（Peter Casella）により、自宅に仕掛けられた釘爆弾により暗殺された。そして、カセッラはファミリーのボスになろうとしたが、野心家で頭の切れるニコデモ・スカルフォがコミッションを味方に付け、カセッラを追放してファミリーの実権を握った。なお、ブルーノの殺害を手引きしたスタンファは1981年に懲役8年の判決を受けた。
フィラデルフィア・ファミリーは、ブルーノの死から始まった内部抗争、そして裏切り者が出始め、注目を浴びていたスカルフォが起訴された事などにより打撃を受けた。その後、ブルーノの暗殺を手引きしたジョン・スタンファが出所後の1991年にボスの座に着き、ジョセフ・メルリーノ（Joseph Merlino）と熾烈な内部抗争を繰り広げて多数の犠牲者を出し、1994年に再び逮捕されたことにより、活動はほとんど衰えたという。